# Unterirdische Stadt (Peking)

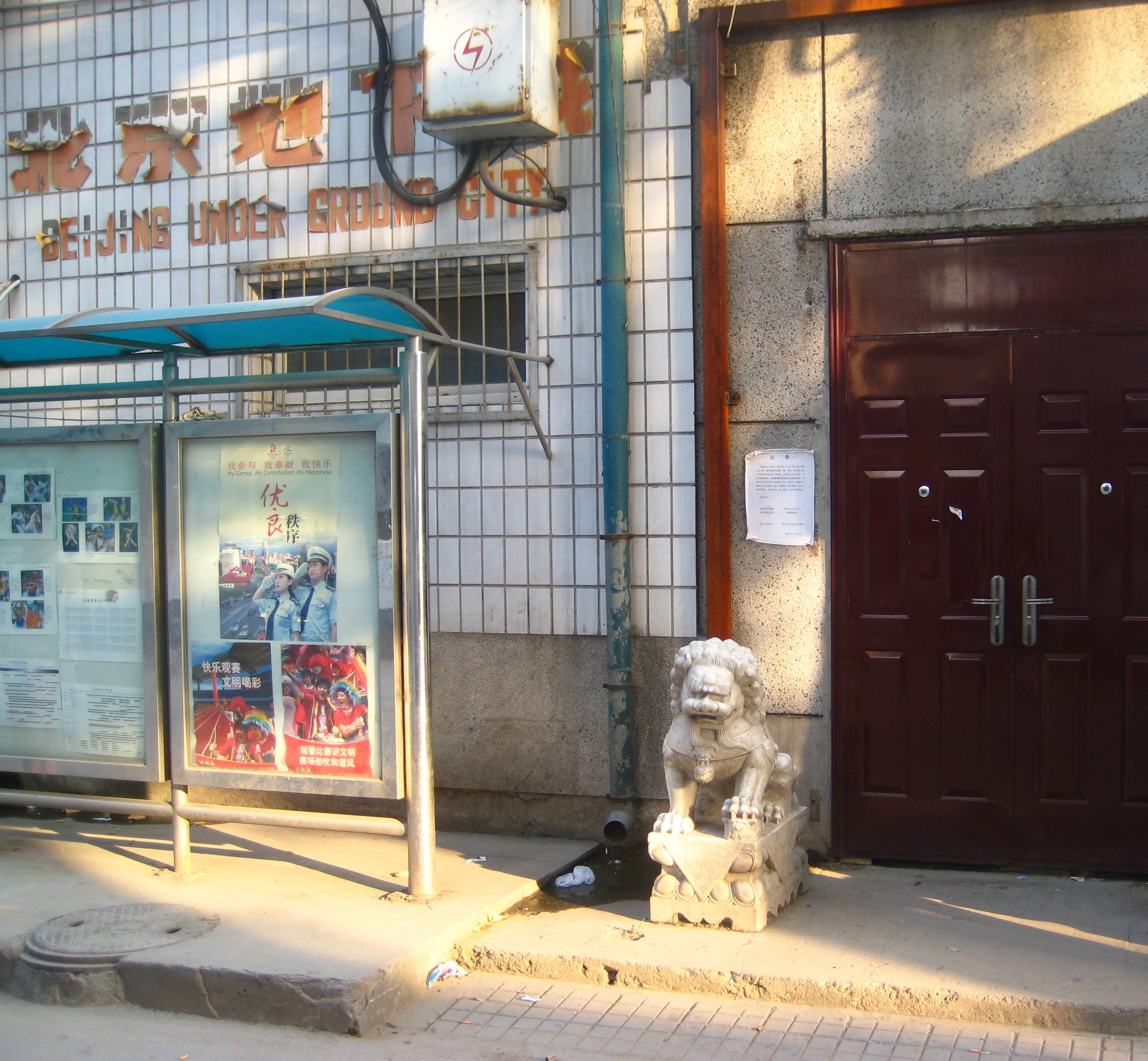
Einer der Zugänge

Die Unterirdische Stadt (chinesisch 地下城, Pinyin Dìxià Chéng) oder auch Nuclear City befindet sich unter der chinesischen Hauptstadtmetropole Peking. Dieser mittlerweile bewohnte gegen Kernwaffen gehärtete Bunkerkomplex umfasst rund 85 Quadratkilometer und liegt etwa 10 Meter unterirdisch unter der Erde.

## Geschichte
In Erwartungen eines Atomkriegs während des chinesisch-sowjetischen Zerwürfnisses, vor allem aber nach dem Zwischenfall am Ussuri befahl Mao Zedong 1969 den Bau eines vor Atomschlägen geschützten Komplexes unter der Stadt Peking, der 1979 fertiggestellt wurde. 
Die chinesische Regierung plante im Ernstfall rund 6 Millionen Einwohner dort unterzubringen. Der Komplex hatte ursprünglich etwa 90 Zugänge und ist unter anderem mit etwa 2300 Lüftungsschächten sowie 70 Tiefbrunnen für Trinkwasser ausgestattet.

### Heutige Entwicklung
Seit der Fertigstellung wurde der Komplex immer von den Einwohnern Pekings genutzt. Es entstanden Flächen zum Wohnen, für Theater, Kindergärten, Schulen, Restaurants, Einzelhandel sowie produzierendes Gewerbe und Lagerflächen. Heutzutage soll Nuclear City etwa eine Million Bewohner haben.